# Kłębowiec (Poméranie-Occidentale)
Kłębowiec est un village du nord-ouest de la Pologne, situé dans la gmina de Wałcz, dans le powiat de Wałcz, dans la voïvodie de Poméranie occidentale. Il est situé à environ 6 kilomètres au nord de Wałcz et à 124 kilomètres à l'est de Szczecin, capitale de la Voïvodie de Poméranie-Occidentale.

## Histoire
De 1815 à 1945, Klausdorf fait partie de l'arrondissement de Deutsch Krone dans le district de Marienwerder au sein de la province de Prusse-Occidentale.

## Personnalités liées à la ville
- Heinrich von der Goltz (1648-1725), général prussien